# Вирсберг
Вирсберг (њем. Wirsberg) град је у њемачкој савезној држави Баварска. Једно је од 22 општинска средишта округа Кулмбах. Према процјени из 2010. у граду је живјело 2.016 становника. Посједује регионалну шифру (AGS) 9477163.

## Географски и демографски подаци
Вирсберг се налази у савезној држави Баварска у округу Кулмбах. Град се налази на надморској висини од 370 метара. Површина општине износи 17,2 km². У самом граду је, према процјени из 2010. године, живјело 2.016 становника. Просјечна густина становништва износи 117 становника/km².